# Never Before
Never Before est une chanson du groupe britannique de rock Deep Purple, sortie en 1972. C'est le premier single extrait de l'album Machine Head, avec When a Blind Man Cries en face B. Elle a été enregistrée pendant les sessions d'enregistrement de l'album Machine Head en décembre 1971.
Un clip vidéo a été fait en 1972. La version single de la chanson est une édition de la version de l'album, et dure 3 min 30 s contre 4 min 1 s.

## Personnel
- Ian Gillan – chant
- Ritchie Blackmore – guitare
- Jon Lord – clavier
- Roger Glover – guitare basse
- Ian Paice – batterie